# 小菅村
小菅村（日语：／ Kosuge mura */?）是位於日本山梨縣東北部的村，隸屬於北都留郡。當地人口集中在小菅川的沿岸地區等地。小菅村在江戶時代為江戶幕府的天領，而村內坐落著被指定為日本重要文化財的長作觀音堂。

## 地理
小菅村內約95%的面積被森林覆蓋，其中約30%為東京都水道局負責管理的水源涵養林；其餘僅3.6%為農業用地。轄區周圍被海拔1300至2000公尺的山岳包圍，村內的海拔落差也相當大。發源於大菩薩嶺的小菅川由西向東流經轄區的中央地帶。白澤川、鶴川、玉川、山澤川、宮川等河也流經村內。

### 氣候
小菅村的氣候較為多雨且潮濕。根據統計，2010年至2019年當地的最高月均溫為28.7℃，年均降雨量則為1389毫米。

## 歷史

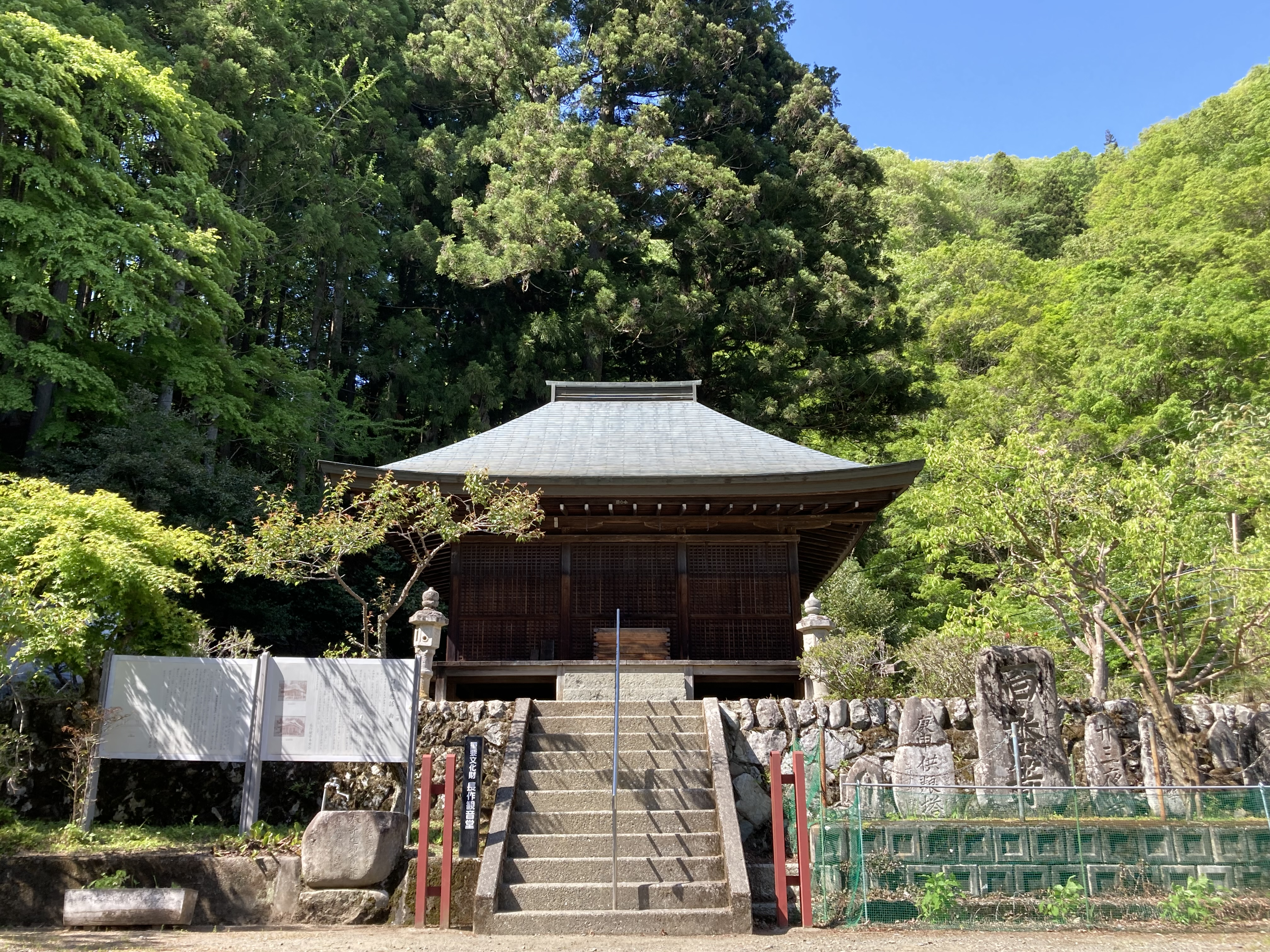
長作觀音堂

小菅村自古時便有人類居住，村內曾出土過繩紋時代中期至晚期的土器和石器，其中包括使用長野縣生產的黑曜石製作的石鏃。據「和名類聚抄」的記載，當地在律令制時期屬於甲斐國都留郡的征茂鄉。而坐落於村內的長作觀音堂推測為建於鎌倉時代後期的佛堂，並於1946年被指定為日本的重要文化財。
室町時代，當地由武田信昌的家臣小菅信景所支配，其居城據信位於村內箭弓神社後方的天神山。而由於小菅地區與東邊的武藏國連接，因此成為甲斐國通往關東地方的軍事要地之一。戰國時代，豐臣秀吉在文祿年間（1592年至1596年）實施文祿檢地，並將當地的村落一分為二，形成現今小菅村與丹波山村的雛型。
江戶時代，小菅地區成為江戶幕府的天領。而現時村內的古道沿線仍保留著當時相當盛行的富士講的供養塔與淨進場等相關地名。明治22年（1889年），日本實施町村制，並在境內設置現今的小菅村。

## 行政
現任村長舩木直美於2024年5月在選舉中第3次成功連任，其任期將持續至2028年6月。

## 人口
小菅村的總人口數自1980年開始便逐漸下滑，2005年後更呈現急遽減少的趨勢，至2015年的日本國勢調查時僅剩726人。而根據統計，2015年當地的幼年人口占比為8.5%，高齡人口的占比則為45.2%。
| 小菅村人口分布圖 |                                               |  |
| 小菅村與日本全國年齡別人口分布比較圖 （2005年資料） | 小菅村的年齡、男女別人口分布圖 （2005年資料） |  |
| ■紫色是小菅村 ■綠色是全国 | ■藍色是男性 ■紅色是女性                       |  |
| 小菅村人口變化 \| 1970年 \| 1,461人 \| \| \| 1975年 \| 1,328人 \| \| \| 1980年 \| 1,284人 \| \| \| 1985年 \| 1,227人 \| \| \| 1990年 \| 1,177人 \| \| \| 1995年 \| 1,123人 \| \| \| 2000年 \| 1,084人 \| \| \| 2005年 \| 1,018人 \| \| \| 2010年 \| 816人 \| \| \| 2015年 \| 726人 \| \| \| 2020年 \| 684人 \| \| |                                               |  |
| 資料來源：日本總務省統計中心提供之人口普查數據 |                                               |  |
| 1970年 | 1,461人                                       |  |
| 1975年 | 1,328人                                       |  |
| 1980年 | 1,284人                                       |  |
| 1985年 | 1,227人                                       |  |
| 1990年 | 1,177人                                       |  |
| 1995年 | 1,123人                                       |  |
| 2000年 | 1,084人                                       |  |
| 2005年 | 1,018人                                       |  |
| 2010年 | 816人                                         |  |
| 2015年 | 726人                                         |  |
| 2020年 | 684人                                         |  |

## 經濟

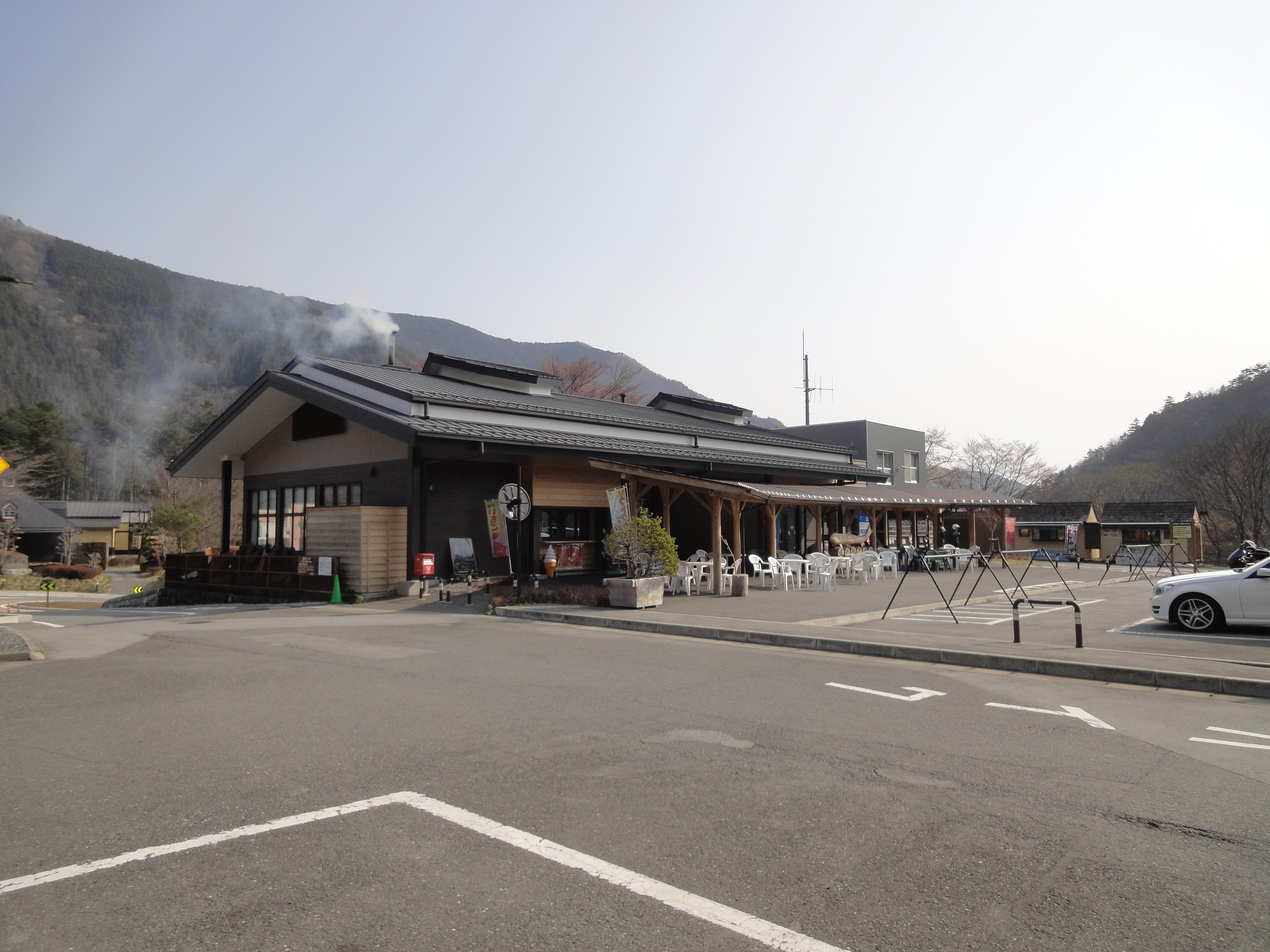
道之驛小菅

小菅村的就業人口多從事建築業與製造業。當地的農業以種植蒟蒻和馬鈴薯等農作物為主，但村內包含農業在內的第一級產業近年來面臨勞動人口減少與高齡化等問題，其中從事農業的就業人口中約90%以上的人為65歲以上的高齡者。由於連接當地和大月市的國道139號的松姬繞行道路於2016年11月開通，加上村內於隔年設置道之驛小菅，使當地的遊客數逐漸增加。根據統計，2016年至2019年，當地每年約有10.9萬至13.5萬名遊客到訪。

## 教育
小菅村內共有1所小學校和1所中學校，分別為小菅小學校與小菅中學校。根據2020年6月的統計，村內共有31名小學生和15名中學生。

## 交通

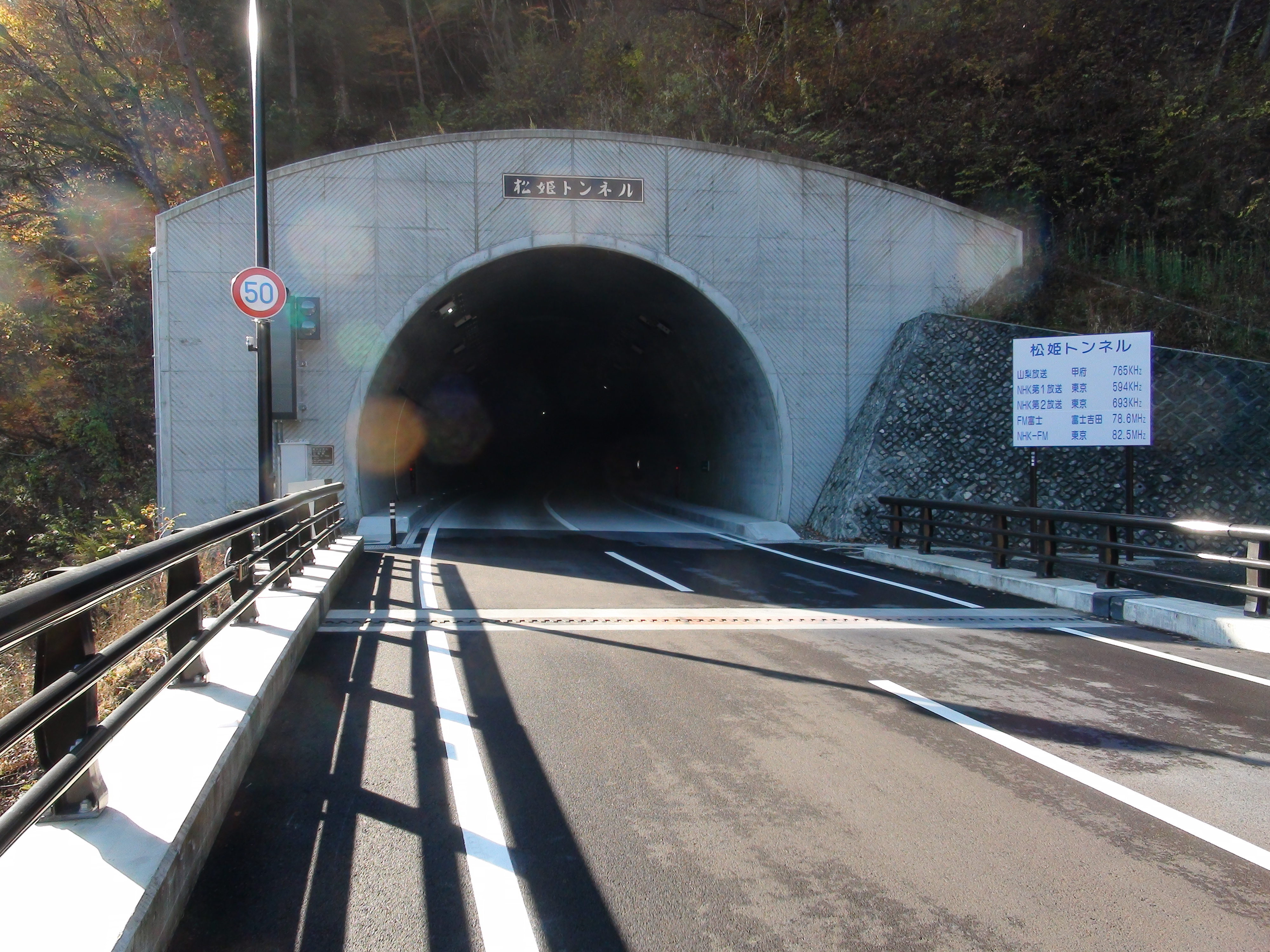
松姬繞行道路上的松姬隧道

國道139號穿越小菅村的中央地帶，為當地的交通幹道之一。而村內設有往返當地和JR東日本中央本線的大月站，以及青梅線奧多摩站的巴士。

## 統計資料
1. ↑  山梨県統計調査課 《山梨県の推計人口と世帯数（日本人及び外国人）》 山梨県庁，2025年1月。－令和７年１月１日～1月１日 (ウェブ版XLS )